# Третьякова, Марина Викторовна
Марина Викторовна Третьякова (род. 1 декабря 1982, Москва) — российская спортсменка (шорт-трекистка). Участница зимних Олимпийских игр 2006 года, 2-кратная чемпионка Европы, многократная чемпионка и призёр чемпионата России. Выступала за ЭШВСМ «Москвич» и г. Москва. Тренер-преподаватель Московского городского физкультурно-спортивного объединения, которая обучает юных спортсменов в центре «Вымпел». Заслуженный мастер спорта России.

## Биография
Марина Третьякова родилась в семье бывшего хоккеиста Виктора Третьякова и впервые встала на коньки, когда ей было 3 года. Кроме этого она занималась хореографией вместе с двоюродными сёстрами. Когда она училась в седьмом классе, в её школу пришли тренеры набирать детей в группу конькобежного спорта. Приглашали тех, кто уже умел кататься на коньках. 13-летняя девочка впервые пришла на тренировку, и думала, что пришла в секцию фигурного катания. Первый год занималась шорт-треком и конькобежным спортом, а спустя год заняла 2-е место на чемпионате России по шорт-треку среди старшего возраста, хотя сама была на два года моложе своих соперников. После этого Марина полностью увлеклась этим видом.
Она дебютировала на юниорском чемпионате мира в Монреале, где заняла общее 28-е место. Через год на юниорском чемпионате мира в Секешфехерваре смогла занять 20-е место, и сразу на взрослом чемпионате Европы в Бормио стала 21-й в многоборье. В 2002 году на чемпионате мира в Монреале заняла в эстафете 7-е место. В том же году Третьякова перешла в спортивную школу «Москвич», где было высокое качество льда, и все условия для работы.
В январе 2003 года на чемпионате Европы в Санкт-Петербурге в составе эстафетной команды выиграла серебряную медаль. В марте на чемпионате России выиграла серебро в беге на 500 м, две бронзы на 1000 и 1500 м и золото в эстафете. Уже в 2004 году на чемпионате Европы в Зутермере завоевала золото в эстафете с Татьяной Бородулиной, Ниной Евтеевой, Елизаветой Ивлиевой.
Она стала бронзовым призёром чемпионата страны на дистанциях 500 и 1000 метров в 2004 году. Через года на чемпионате Европы в Турине стала двукратной чемпионкой Европы, победив в эстафете. Также на чемпионате России выиграла два серебра в беге на 500 и 3000 метров. Она ещё дважды становилась чемпионкой страны в эстафете в 2006 и 2007 годах, а также неоднократно была в призах на отдельных дистанциях.
В январе 2006 года заняла 4-е место в составе женской эстафеты на чемпионате Европы в Крынице-Здруй, а в феврале на зимних Олимпийских играх в Турине участвовала на дистанции 1000 метров и пробилась в четвертьфинал, где была дисквалифицирована. На дистанции 1500 метров пробилась в финал и также была дисквалифицирована. После завершения карьеры работала тренером зимних видов спорта в Москве, в том числе в Новогиреево тренером Московского городского физкультурно-спортивного объединения, которая обучает юных спортсменов в центре «Вымпел».

## Личная жизнь
Обучалась в Москве, в Российском университете физкультуры на тренерском отделении, а также в Всероссийском заочном финансово-экономическом институте на факультете «финансы и кредит». Имеет два высших образования. Обожает дискотеки. Нравится слушать музыку, да погромче, танцевать и пить пиво. 